# Zgnječeni cvijet
Zgnječeni cvijet (tladijanta, lat. Thladiantha), rod od dvadesetak vrsta ukrasnih trajnica iz porodice tikvovki. Rod je raširen po Aziji: Indija, Nepal, Kina s Tibetom, Vijetnam, Sumatra, Laos. 
Neke uvrste uvezene su u druge države, a u Hrvatsku ukrasna trajnica Thladiantha dubia.

## Vrste
1. Thladiantha angustisepala
2. Thladiantha capitata
3. Thladiantha cordifolia
4. Thladiantha davidii
5. Thladiantha dentata
6. Thladiantha dimorphantha
7. Thladiantha dubia
8. Thladiantha grandisepala
9. Thladiantha henryi
10. Thladiantha hookeri
11. Thladiantha lijiangensis
12. Thladiantha longifolia
13. Thladiantha longisepala
14. Thladiantha maculata
15. Thladiantha medogensis
16. Thladiantha montana
17. Thladiantha nudiflora
18. Thladiantha oliveri
19. Thladiantha palmatipartita
20. Thladiantha punctata
21. Thladiantha pustulata
22. Thladiantha sessilifolia
23. Thladiantha setispina
24. Thladiantha villosula